# Bonanza Bros.
Bonanza Bros. (a veces escrito Bonanza Brothers ) es un videojuego arcade de plataformas de disparos en 2D de estilo 3D en 1990 de Sega. Es uno de los primeros juegos de arcade impulsado por la placa del sistema de arcade Sega System 24.

## Jugabilidad
Bonanza Bros. es un videojuego de plataformas de disparos donde los jugadores toman el papel de uno o los dos hermanos Robo (1P, rojo) y Mobo (2P, azul) (Mike y Spike en algunas versiones), que fueron basados en The Blues Brothers. El objetivo del juego es viajar sigilosamente por cada edificio mientras se evitan los guardias, recuperar varios objetos dentro de un límite de tiempo y moverse al techo donde un dirigible no rígido espera que el jugador tenga el botín. De esta manera, la trama y la jugabilidad se asemejan al antiguo título de Atari 2600 Keystone Kapers , pero con características adicionales que son similares a las de Lock 'n' Chase. Dos jugadores pueden jugar cooperativamente al mismo tiempo, ya que la pantalla siempre se divide en dos.
Los lugares donde los hermanos roban incluyen un banco, una mansión de un millonario, un casino, una casa de moneda, una galería de arte y una tesorería. Si bien es similar en gráficos y jugabilidad, la historia y los roles de los Bonanza Bros cambiaron del japonés original a las primeras versiones occidentales: en el primero, son reclutados por el Jefe de Policía de Badville para ayudar a la policía a recuperar evidencia de varios negocios e instituciones corruptas, pero bajo la amenaza de la cárcel si no lo hacen (aunque esta historia se reusó para las versiones occidentales de Arcade y Master System, además de las primeras versiones europeas de Mega Drive), mientras que en las versiones occidentales de Sega Mega Drive y ordenadores caseros, deben probar las instalaciones de seguridad de un empresario.
.
El jugador puede caminar, saltar, disparar y moverse detrás de una columna o muebles grandes, lo que permite ocultar y esquivar los disparos de los guardias, que no pueden neutralizarse definitivamente, solo aturdidos durante unos segundos con el arma o abriendo una puerta contra ellos. Son alertados por sonidos o con los Hermanos entrando en su campo de visión, y luego se esconden, piden ayuda o disparan contra el jugador. Algunos guardias tienen un escudo antidisturbios y solo pueden ser golpeados cuando se alejan. Un jugador pierde una vida si es golpeado por el proyectil de un guardia o ataque cuerpo a cuerpo, atacado por un perro o aplastado por una puerta. Perder una vida de esta manera hace que el jugador suelte todos los elementos. Quedarse sin tiempo les cuesta a los jugadores una vida y los obliga a reiniciar el escenario.

## Conversiones y versiones relacionadas
El juego de arcade se ha convertido más tarde a Mega Drive, Sega Master System, TurboGrafx-CD (solo Japón), ZX Spectrum (solo Europa), Amstrad CPC (solo Europa), Commodore 64, Amiga, Sharp X68000 (solo Japón) y Atari ST, con pequeñas diferencias gráficas, dependiendo del sistema, y algunos cambios en el juego, principalmente en las etapas de bonificación. También se incluyó en la versión japonesa de Sonic Gems Collection (se eliminó en la versión occidental). También ha visto un lanzamiento de Sega Ages en PlayStation 2, y esa versión se incluyó en la compilación en inglés Sega Classics Collection. El juego apareció como parte de Sega Genesis Collection para PlayStation 2 y PlayStation Portable. El juego apareció luego en Sonic's Ultimate Genesis Collection para Xbox 360 y PlayStation 3.
También hay 2 spin-offs para el juego. El primero se llama "Puzzle & Action: Tant-R", que se lanzó en el año 1992, el segundo se llama " Puzzle & Action: Ichidant-R ", que se lanzó en el año 1994. Estos dos juegos de arcade fueron convertidos al Mega Drive y Sega Saturn, y luego empaquetados con el lanzamiento de Sega Ages de Bonanza Bros en la PlayStation 2. Se consideran spin-offs ya que no siguen el género de acción del juego original, ya que en cambio son juegos de rompecabezas. Un tercer juego de arcade "Puzzle & Action: Treasure Hunt" fue lanzado en 1995 por Sega, pero fue convertido a Sega Saturn en Japón por CRI.
Bonanza Bros. también se incluyó en Sonic Gems Collection, pero solo para el mercado japonés, se eliminó de los lanzamientos de EE. UU. Y PAL junto con la serie Streets of Rage (serie Bare Knuckle en Japón) para preservar su calificación universal Debido a su favor que contenía violencia durante en este videojuegos. Sin embargo, Bonanza Bros. hizo su primera aparición en la reciente Colección Sega Genesis Collection para PS2 en Norteamérica, ya que la versión para PS2 de Sonic Gems Collection permanece en Japón y Europa.
El 29 de enero de 2007, la versión de Mega Drive de Bonanza Bros. estuvo disponible para descargar en la consola virtual de Wii en Estados Unidos. Más tarde se lanzó en Europa el 2 de febrero de 2007. También se lanzó para teléfonos celulares con SoftBank Mobile .
Robo y Mobo aparecieron más tarde como personajes jugables en Sonic & Sega All-Stars Racing e hicieron un cameo en la pista "Race of AGES" en Sonic & All-Stars Racing Transformed.
Una máquina tragamonedas de "Bonanza Bros" ha sido lanzada por Aristocrat Leisure.